# Eketorp

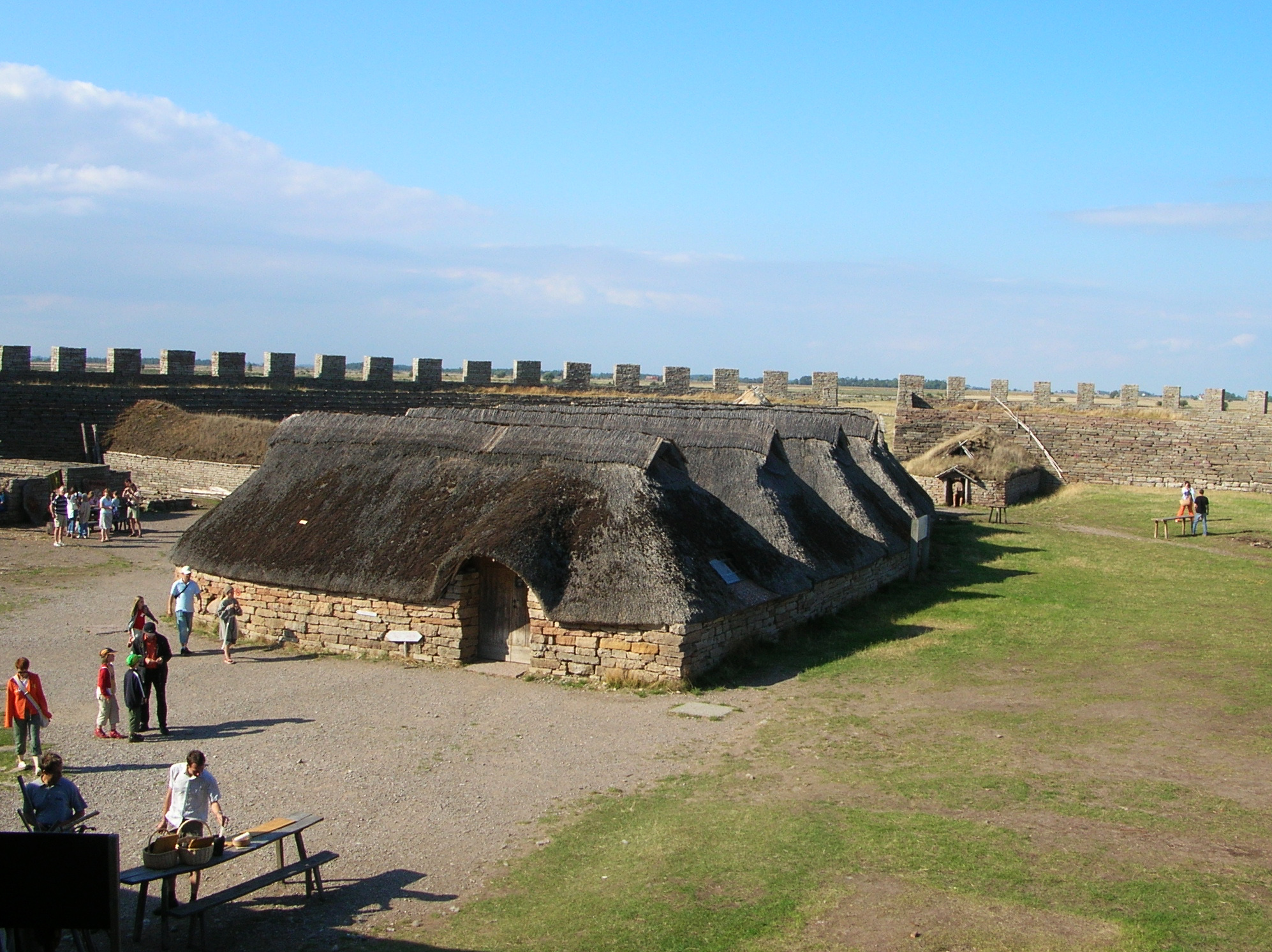
Rekonstrukcja osady w Eketorp

Eketorp – stanowisko archeologiczne w Szwecji, na Olandii, w okręgu Gräsgård. Eketorp otaczał mur zewnętrzny, który został zbudowany z wapiennych bloków o szerokości 5–6 m oraz wysokości szacowanej na 4,5 m i powierzchni ok. 5300 m². Eketorp stwierdza 3 główne fazy zasiedlenia grodziska datowane na: 
- Eketorp I - IV wiek n.e.,
- Eketorp II - początek V do połowy VII wieku,
- Eketorp III - XI wiek do połowy XIII wieku.

W III fazie rozwoju z zewnątrz dobudowano jeszcze jedną linię obronną.
Eketorp wyróżnia zabudowanie wnętrza budynkami promieniście rozchodzącymi się od linii murów, środek pozostawał w fazach I oraz III jako niezabudowany. Budynki przeznaczone dla ludzi oraz bydła zostały wykonane z wapiennych bloków, a w III fazie z drewna.
Eketorp I-II uznaje się za osiedle lokalnej społeczności, które zostały wzniesione w celach obronnych.
Eketorp III wyróżnia specyficzny typ zabudowy, który został zrealizowany według określonego wcześniej planu. Zwraca się tutaj szczególną uwagę na podział funkcjonalny wnętrza.